# Sipario (periodico)
Sipario è un mensile dedicato dal 1946 a teatro, balletto, opera lirica, cinema, scenografia, televisione, arti visive e alla pubblicazione di nuovi testi teatrali.

## Storia
La rivista venne fondata a Genova nel 1946 da Gian Maria Guglielmino e Ivo Chiesa, che la diresse fino al 1951. Nel 1947 divenne proprietà della casa editrice Bompiani di Milano che la mantenne fino al 1976: in questo periodo alla direzione si avvicendarono, dopo Ivo Chiesa, lo stesso Valentino Bompiani (con caporedattore Franco Quadri) e Tullio Kezich, il quale portò la redazione a Roma dove rimase fino al 1981. In questo periodo la rivista divenne fra i più autorevoli periodici nel campo dello spettacolo: oltre alle rubriche e ai servizi, accompagnati da ampio corredo di materiale illustrativo, Sipario ospitava saggi e testi teatrali dei più importanti critici e drammaturghi. Fra i collaboratori: Silvio D'Amico, Eugenio Montale, Enrico Prampolini, Ugo Betti, Alberto Moravia, Massimo Bontempelli, Alberto Savinio, Giulio Cesare Castello, Vincenzo Maria Oreggia.
Successivamente alla Bompiani subentrarono altre case editrici (la Nuova Sipario Editrice di Lecco, la Cooperativa Sipario di Milano, la Phono Publishing Company e la C.A.M.A. di Milano). Dal 1984 Sipario è diretto dall'attore e regista Mario Mattia Giorgetti. È ancora ritenuto uno dei periodici più autorevoli, e non solo in Italia, nel campo dello spettacolo.
Ogni anno attribuisce i premi "Maschere" (già "San Genesio") ad attori, registi o scenografi che si sono distinti in teatro.

## Direttori
- 1947-1951 Ivo Chiesa
- 1951 - Valentino Bompiani
- 1970 - Tullio Kezich
- 1974 - Giacomo De Santis
- 1980 - Stefano De Matteis e Renata Molinari
- 1981 - Giacomo De Santis
- 1984 - Mario Mattia Giorgetti